# Alessandro Vacca (pittore)
Alessandro Vacca (Torino, 1836 – Torino, luglio 1884) è stato un pittore e incisore italiano.

## Biografia
Nato a Torino, rimane orfano del padre in tenera età e deve pertanto badare al sostentamento della famiglia come garzone presso un incisore di legno.
Dal 1846 si avvia da autodidatta allo studio della pittura e in seguito concorre a un posto di professore presso la Società delle Scuole Tecniche di San Carlo di Torino: dall'inizio del 1860 frequenta i corsi dell'Accademia Albertina, dove è allievo di Gaetano Ferri.
Partecipa a numerose esposizioni, in particolare a quelle promosse dal Circolo degli Artisti (dal 1863 al 1869), dalla Società Promotrice delle Belle Arti di Torino (dal 1860 con Il ritorno del Volontario al 1880) e dalla Società Promotrice delle Belle Arti di Genova (dal 1863 al 1874): le opere di questa prima fase della sua attività artistica sono focalizzate sulla pittura di genere con gusto tardoromantico di derivazione letteraria, come in Dante infermo, Consolare gli afflitti e Una missione della donna.
Dal 1884 si occupa, inoltre, di decorazioni: assumono particolare rilievo quelle realizzate presso la sala baronale e la sala da pranzo del Borgo Medioevale di Torino, compiute insieme al novarese Giuseppe Rollini (1842-1904) sotto la guida di Federico Pastoris e Alfredo d’Andrade e che gli valgono una medaglia d'oro.
Altre decorazioni di questo periodo riguardano la facciata della Duomo e della Chiesa degli Angeli di Pinerolo, della Chiesa della Piccola casa della Divina Provvidenza, della Cappella delle Protette di S. Giuseppe e dell'Oratorio di S. Pietro di Torino.
Questi lavori valgono a Vacca la notorietà e un'occupazione come professore nell'Istituto Professionale Maria Letizia e nell'Istituto Femminile superiore, entrambi di Torino.
Muore nel 1884.